# Pécsváradi járás
A Pécsváradi járás Baranya vármegyéhez tartozó járás Magyarországon, amely 2013-ban jött létre. Székhelye Pécsvárad. Területe 246,44 km², népessége 11 690 fő, népsűrűsége 47 fő/km² volt a 2012. évi adatok szerint. Egy város (Pécsvárad) és 16 község tartozik hozzá.
A Pécsváradi járás a járások 1983-as megszüntetése előtt is létezett, 1966-ban szűnt meg, és székhelye az állandó járási székhelyek kijelölése (1886) óta mindvégig Pécsvárad volt.

## Települései
| Település    | Rang   | Kistérség (2013. január 1.) | Népesség (2012. január 1.) | Terület (km²) |
| ------------ | ------ | --------------------------- | -------------------------- | ------------- |
| Pécsvárad    | város  | Pécsváradi                  | 4 022                      | 36,03         |
| Apátvarasd   | község | Pécsváradi                  | 134                        | 8,14          |
| Erdősmecske  | község | Pécsváradi                  | 368                        | 26,44         |
| Erzsébet     | község | Pécsváradi                  | 301                        | 9,75          |
| Fazekasboda  | község | Pécsváradi                  | 203                        | 7,02          |
| Geresdlak    | község | Mohácsi                     | 771                        | 25,28         |
| Hidas        | község | Pécsváradi                  | 2 017                      | 19,06         |
| Kátoly       | község | Pécsváradi                  | 290                        | 8,75          |
| Kékesd       | község | Pécsváradi                  | 175                        | 8,11          |
| Lovászhetény | község | Pécsváradi                  | 268                        | 8,95          |
| Martonfa     | község | Pécsváradi                  | 205                        | 5,69          |
| Mecseknádasd | község | Pécsváradi                  | 1 509                      | 36,08         |
| Nagypall     | község | Pécsváradi                  | 425                        | 7,13          |
| Óbánya       | község | Pécsváradi                  | 129                        | 7,49          |
| Ófalu        | község | Pécsváradi                  | 324                        | 9,85          |
| Szellő       | község | Pécsváradi                  | 135                        | 5,96          |
| Zengővárkony | község | Pécsváradi                  | 414                        | 16,71         |